# Mendoza (Panama)
Mendoza è un comune (corregimiento) della Repubblica di Panama situato nel distretto di La Chorrera, provincia di Panama. Si estende su una superficie di 38,1 km² e conta una popolazione di 1.233 abitanti (censimento 2010).